# Lars Ekeland
Lars Kristian Ekeland (* 9. Oktober 2003) ist ein norwegischer Volleyballspieler.

## Karriere
Ekeland spielte von 2018 bis 2023 bei Viking TIF Bergen. 2019/20 war er zwischenzeitlich auch bei Strand-Ulv IL aktiv. Mit Bergen stand der Außenangreifer 2021 im nationalen Pokalfinale. 2022 wurde er mit dem Verein Pokalsieger und Vizemeister. Außerdem spielte er zwei Jahre im Challenge Cup. 2023 folgte ein weiterer Pokalsieg. Danach wechselte Ekeland zum deutschen Bundesligisten TSV Haching München. In der Saison 2023/24 schied Haching im DVV-Pokal-Achtelfinale aus und wurde Elfter in der Bundesliga-Hauptrunde.